# Rhinocricus multistriatus
Rhinocricus multistriatus är en mångfotingart som beskrevs av Carl 1912. Rhinocricus multistriatus ingår i släktet Rhinocricus och familjen Rhinocricidae. Inga underarter finns listade i Catalogue of Life.